# ويزلي لويد
ويزلي لويد (بالإنجليزية: Wesley Lloyd)‏ هو محامي وسياسي أمريكي، ولد في 24 يوليو 1883، وتوفي في 10 يناير 1936 في واشنطن العاصمة في الولايات المتحدة. حزبياً، نشط في الحزب الديمقراطي. وقد انتخب عضو مجلس النواب الأمريكي.